# Министарство одбране Републике Српске
Министарство одбране Републике Српске било је једно од министарстава Владе Републике Српске које је било задужено за уређивање, развој и остваривање система одбране у Републици Српској. Министарство је постојало од 1992. до 2006. године.

## Списак министара
| Слика | Име                 | Звање/Чин        | Вријеме службовања | Напомена          |
| ----- | ------------------- | ---------------- | ------------------ | ----------------- |
|       | Богдан Суботић      |                  | 1992—1993.         | први министар     |
|       | Душан Ковачевић     | пуковник         | 1993—1994.         |                   |
|       | Милан Нинковић      |                  | 1994—1998.         |                   |
|       | Манојло Миловановић | генерал-пуковник | 1998—2001.         |                   |
|       | Слободан Билић      |                  | 2001—2003.         |                   |
|       | Милован Станковић   |                  | 2003—2005.         | посљедњи министар |